# Kouznetsov (entreprise)
Pour les articles homonymes, voir Kouznetsov.
Ne doit pas être confondu avec JSC Kouznetzov.
 (juillet 2018).
Si vous disposez d'ouvrages ou d'articles de référence ou si vous connaissez des sites web de qualité traitant du thème abordé ici, merci de compléter l'article en donnant les références utiles à sa vérifiabilité et en les liant à la section « Notes et références ».
Kouznetsov (nom complet en russe : Самарский научно-технический комплекс имени Н. Д. Кузнецова, Samarski naoutchno-tekhnitcheski kompleks imeni N. D. Kouznetsova, en français : Complexe scientifique et technique N.D. Kouznetsov de Samara) est une entreprise russe dont le siège est situé à Samara et qui développe, fabrique et commercialise des systèmes de motorisation, en particulier des turbines à gaz et des boîtes de transmission. L'essentiel de ses activités concerne l'industrie aérospatiale mais aussi la production industrielle d'énergie (compresseur pour gaz naturel, puissance installée : 25 MW).

## Histoire
L'entreprise fut créée en 1946 sous l'ancienne dénomination d'OKB-276 et dirigée à partir de 1949 par Nikolaï Dimitrievitch Kouznetsov.
Partant de moteurs allemands récupérés à titre de prises de guerre, Kouznetsov poursuivit le développement de moteurs turbopropulseurs. Le premier produit réalisé fut le Kouznetsov NK-12, qui fournissait une puissance de 11 000 kW.
En 1954, Kouznetsov commença ses travaux sur le NK-6, le premier moteur à réaction double-flux et postcombustion soviétique.
À partir de 1959, l'entreprise travaillait sur des moteurs destinés à la future fusée porteuse N-1. Les moteurs NK-33 et NK-43 furent développés, mais ne purent atteindre les niveaux de fiabilité requis, ce qui provoqua la fin du projet.
Au cours des années 1960, le moteur NK-22 a été mis au point spécialement pour le Tupolev Tu-144.
À la fin des années 1980 fut développé le turbopropulseur à soufflante NK-93 présentant un taux de dilution de presque 17:1 unique au monde.
À la mort de N. D. Kouznetsov, le gouvernement russe fonda en 1996, à Samara, la société de holding Dvigateli NK Financial and Industrial Corporation ou Dvigateli NK (en anglais NK Engines) qui racheta Kouznetsov. La société a ensuite été rachetée par JSC Motorostroitel qui a repris le nom de sa nouvelle filiale en se renommant JSC Kouznetzov.

## Moteurs d'avions
- Opérationnels
  - NK-8 moteur à réaction, monté sur Iliouchine Il-62 et Tupolev Tu-154
  - NK-12 turbopropulseur, monté sur Tupolev Tu-95, Tu-114 et Antonov An-22
  - NK-144 turbine à soufflante, à postcombustion monté sur le supersonique Tupolev Tu-144
  - NK-32 turboréacteur à double flux, monté sur Tupolev Tu-160
  - NK-86 turbine à soufflante, monté sur Iliouchine Il-86
  - NK-87 turbine à soufflante, monté sur Ekranoplan Lun
- Expérimentaux 
  - NK-93 turbopropulseur à soufflante (hybridation entre un turboréacteur à double flux et un turbopropulseur, proche d'un moteur à soufflante non carénée mais carénée), monté pour essais sur Iliouchine Il-96 et Tupolev Tu-204, montage prévu en série sur l'AN70 (pour commencer)
  - NK-44 turbine à soufflante, monté sur le Tupolev Tu-304

## Moteurs pour fusées
- NK-9
- NK-15 conçu initialement pour le lanceur N-1
- NK-19
- NK-33 développement du NK-15
- NK-39